# Kamel Laadaili
Kamel Laadaili, né le 10 août 1976 à Clichy en France, est un acteur et humoriste franco-marocain.

## Biographie
Il est l’aîné d’une famille de sept enfants de  parents d’origine marocaine. Après des études de droit, il suit une formation de journaliste au sein du groupe Hachette Filipacchi Médias à partir de 2002, sept ans de scoops et de potins, qui s’achèvent à la direction du service photo. En 2008, il intègre le Studio Pygmalion, une structure de coaching d'acteurs où il découvre le plaisir de jouer la comédie.
Il apprend son métier en faisant des apparitions au cinéma et à la télévision avant d’écrire (avec Wad Maddouri), de mettre en scène et de jouer son premier One-man-show, Vie de merde, en 2011, au Théâtre Montmartre Galabru. Il décroche ensuite des rôles importants au cinéma, notamment dans La Désintégration de Philippe Faucon présentée au 68e festival de Venise, Paulette de Jérôme Enrico ou Des Apaches de Nassim Amaouche, mais aussi dans des séries télévisées comme Mafiosa et Le Transporteur.
En 2001, à Oissery en Seine-et-Marne, ville ou il a passé sa jeunesse, il devient champion de France de kickboxing amateur, catégorie super lourds, et reçoit pour ce titre La médaille de l’Assemblée Nationale.

## Filmographie

### Cinéma

#### Longs métrages
- 2003 : Le Furet de Jean-Pierre Mocky : garde du corps
- 2009 : Une petite zone de turbulences d’Alfred Lot : l'employé de Philippe
- 2011 : Bienvenue à Monte-Carlo (Monte Carlo) de Thomas Bezucha : l'agent de sécurité à l’aéroport
- 2011 : Let My People Go ! de Mikael Buch : le videur de la boite de nuit gay
- 2011 : La Planque d'Akim Isker : Omar
- 2011 : La Désintégration de Philippe Faucon : le frère d’Ali
- 2012 : Paulette de Jérôme Enrico : Momo
- 2012 : État sauvage de Saïko Thlang : Mike
- 2012 : Sur la piste du Marsupilami d'Alain Chabat (scènes coupées au montage)
- 2013 : Macadam Baby de Patrick Bossard : Karim
- 2015 : Le Talent de mes amis d'Alex Lutz : Sofien
- 2015 : Des Apaches de Nassim Amaouche : Djibril
- 2017 : Mémoires du 304 de Pascal Luneau : Kadil

#### Courts métrages
- 2009 : Un job à tout prix de R. Moran : un boxeur
- 2010 : La Chute de Alexander Geandey : le chef d’entreprise
- 2013 : C'est pas ce que vous croyez de Eric Reynaud-Fourton : Brenda

### Télévision

#### Téléfilm
- 2012 : Médecin-chef à la Santé d'Yves Rénier : un détenu

#### Séries télévisées
- 2009 : Un flic, épisode Dancers de Patrick Dewolf : un flic de la BAC
- 2010 : Les Invincibles, saison 3, épisode 7 de Pierric Gantelmi d'Ille : Karl
- 2011 : Les Geeks de Vladimir Rodionov : Mario
- 2012 : Mafiosa, saison 4, épisode 6 de Pierre Leccia : Bensallah
- 2012 : Le Transporteur, épisode Trojan Horsepower de Brad Turner : le chauffeur de Leloup
- 2013 : Roxane, la vie sexuelle de ma pote, 2 épisodes de Benjamin Lehrer : Marco
  - 2013 : La Rupture
  - 2013 : Jet Lag
- 2014 : Métal Hurlant Chronicles, 2 épisodes de Guillaume Lubrano : Xero Trobes
  - 2014 : Second Chance
  - 2014 : Loyal Khondor
- 2014 : Les Lascars, saison 2, épisode Frite fight de Barthélémy Grossmann : le prof de free fight

### Doublage
- 2022 : La Unidad : voix additionnelles[3]

## Théâtre
- 2010 : Le Cabaret de Déméter, mis en scène Patricia Nagera, à la Comédie de Caen
- 2010 : Photo de famille (sketch Sabrina) du Collectif Agent Agitateur, au Théâtre du Gymnase Marie Bell de Paris
- 2011 : Vie de merde de Wad Maddouri et Kamel Laadaili, mis en scène Kamel Laadaili, au Théâtre Montmartre Galabru de Paris
- 2015 : Mes amours, mes emmerdes[4] de et mis en scène Kamel Laadaili, au Théâtre Montmartre Galabru de Paris
- 2015-2016 : J'applaudirais bien mais j'ai les mains prises de et mis en scène Kamel Laadaili, au Paname Art Café de Paris